# 소련의 산업화

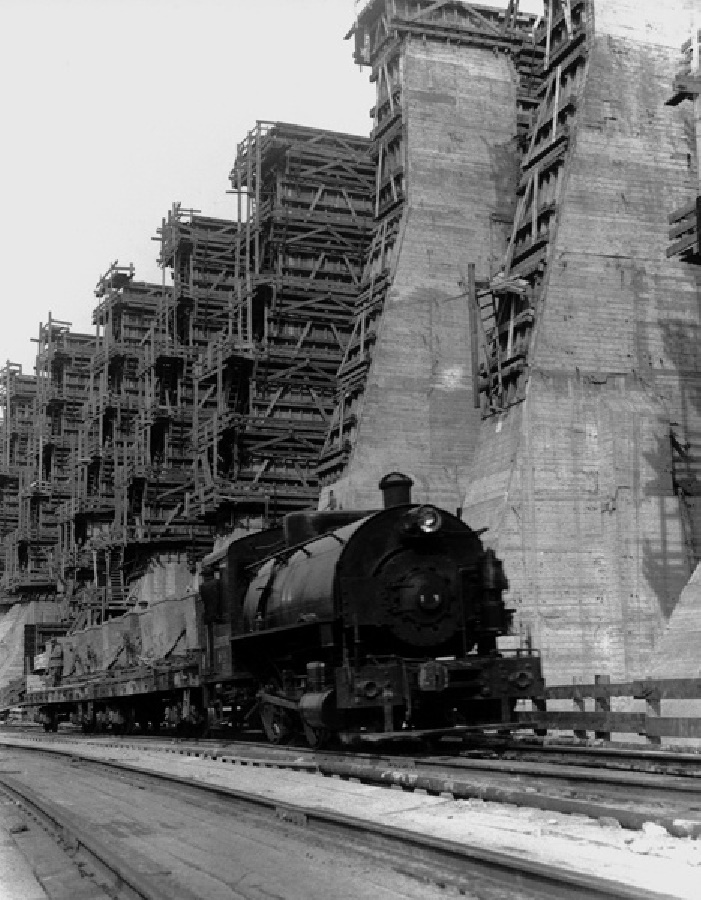
1931년 증기 기관차가 전면에 있는 드니프로 수력발전소 건설 현장

소련의 산업화는 소련의 산업 잠재력을 가속화하여 선진 자본국가들에 비해 뒤처진 경제의 격차를 줄이는 과정으로, 1929년 5월부터 1941년 6월까지 진행되었다.
산업화의 공식적인 목표는 소련을 주로 농업사회에서 선도적인 산업 국가로 전환하는 것이었다. "사회 급진적 재편의 세 가지 과제"(산업화, 경제 중앙집중화, 농업 집단화 및 문화 혁명)의 필수적인 부분으로서 사회주의 산업화의 시작은 1928년부터 1932년까지 지속된 제1차 5개년 계획에 의해 마련되었다.
소련 시대에 산업화는 위대한 업적으로 간주되었다. 중공업의 생산 능력과 생산량(4배)의 급속한 성장은 자본주의 국가로부터의 경제적 독립을 보장하고 국가 방어 능력을 강화하는 데 매우 중요했다. 이때 소련은 농업 국가에서 산업 국가로 전환했다. 제2차 세계 대전 중 소련 산업은 나치 독일 산업에 비해 우위를 입증했다. 1980년대 후반부터 소련과 러시아에서는 산업화의 대가에 대한 논의가 이루어졌으며, 이는 소련 경제와 사회에 대한 산업화의 결과와 장기적인 영향에 대해서도 의문을 제기했다.

## GOELRO
이미 러시아 내전 중에 소련 정부는 국가 전력화에 대한 장기 계획을 개발하기 시작했다. 1920년 12월, GOELRO 계획은 제8차 전러시아 소비에트 대회에서 승인되었고, 1년 후 제9차 전러시아 소비에트 대회에서 승인되었다.
이 계획은 영토 개발 계획과 연계하여 전력 산업의 우선적 개발을 규정했다. 10~15년 동안 계획된 GOELRO 계획은 총 용량 1.75기가와트의 30개 지구 발전소(20개 화력 발전소와 10개 수력 발전소) 건설을 규정했다. 이 프로젝트는 8개 주요 경제 지역(북부, 중앙 산업, 남부, 볼가, 우랄, 서시베리아, 캅카스, 투르키스탄)을 포괄했다. 동시에 국가의 교통 시스템 개발(기존 철도 노선 재건 및 신설, 볼가~돈 운하 건설)도 진행되었다.
GOELRO 프로젝트는 소련의 산업화를 가능하게 했다. 1932년 전력 생산량은 1913년에 비해 약 7배 증가하여 20억 kWh에서 135억 kWh로 늘어났다.

## 산업화의 특징
연구자들은 산업화의 다음 특징들을 강조한다.
- 주된 연결고리는 투자 부문(야금, 엔지니어링, 산업 건설)이었다.
- 가격 가위 효과를 이용하여 농업에서 산업으로 자금을 이동시켰다.
- 산업화를 위한 자금 중앙집중화에서 국가의 특별한 역할.
- 두 가지 형태의 단일 소유 형태인 사회주의적 소유를 창조했다: 국가 소유와 협동조합-집단농장 소유.
- 산업화 계획.
- 사유 자본의 부재 (당시 협동조합 기업가 정신은 합법적이었다).
- 자원 의존 (기존의 대내외적 조건에서는 사유 자본을 유치할 수 없었다).
- 지나친 자원 중앙집중화.

## 신경제정책 시기의 논의
1928년까지 소련은 신경제정책을 수행했다. 농업, 소매업, 서비스, 식품산업, 경공업은 대부분 민간 소유였지만, 국가는 중공업, 교통, 은행, 도매 및 국제 무역(경제를 지배하는 주요 부문으로 간주됨)을 통제했다. 국영 기업들은 서로 경쟁했으며, 소련 소련 국가계획위원회의 역할은 공공 투자의 방향과 규모를 결정하는 예측에 국한되었다.
볼셰비즘의 근본적인 모순 중 하나는 스스로를 "노동자" 당이라고 칭하고 그들의 통치를 "프롤레타리아 독재"라고 불렀던 당이 공장 노동자들이 인구의 몇 퍼센트만을 구성하고 그들 대부분이 아직 마을과의 관계를 완전히 끊지 못한 최근 이주민인 농업 국가에서 권력을 잡았다는 사실이었다. 강제 산업화는 이러한 모순을 제거하기 위해 고안되었다.
대외 정책적 관점에서 볼 때, 이 나라는 적대적인 환경에 처해 있었다. 전연방 공산당(볼셰비키) 지도부에 따르면, 자본주의 국가들과의 새로운 전쟁 가능성이 높았다. 1921년 러시아 공산당(볼셰비키) 제10차 대회에서조차 "포위된 소비에트 공화국에 대하여"라는 보고서의 저자인 레프 카메네프가 유럽에서 시작된 제2차 세계 대전 준비에 대해 언급했다는 것은 의미심장하다.
우리가 유럽에서 매일 보는 것은... 전쟁이 끝나지 않았고, 군대가 이동하고, 전투 명령이 주어지고, 병력이 이곳저곳으로 파견되며, 어떤 국경도 확고히 확립되었다고 볼 수 없다는 것을 증명한다. ...옛날의 제국주의적 학살이 그 자연스러운 연속으로서 훨씬 더 괴물 같고 훨씬 더 재앙적인 새로운 제국주의 전쟁을 낳을 것이라고 시시각각 예상할 수 있다.

전쟁 준비는 철저한 재무장을 필요로 했다. 혁명과 내전으로 파괴되었던 러시아 제국의 군사 학교들이 재건되었다. 군사 아카데미, 학교, 연구소 및 군사 과정이 붉은 군대를 위한 훈련을 시작했다. 그러나 중공업의 후진성 때문에 붉은 군대의 기술 재무장을 즉시 시작할 수는 없었다. 동시에 1920년대에 경제 호황을 누리던 자본주의 국가들과의 격차가 커지고 있었기 때문에 기존의 산업화 속도는 불충분해 보였다.
이러한 재무장 계획 중 하나는 이미 1921년에 세르게이 구세프와 미하일 프룬제가 제10차 대회를 위해 준비한 붉은 군대 재편성 초안에 명시되어 있었다. 초안은 새로운 대규모 전쟁의 불가피성과 붉은 군대의 준비 부족을 모두 언급했다. 구세프와 프룬제는 탱크, 포병, "장갑차, 장갑 열차, 비행기"의 대량 생산을 "충격"적인 방식으로 조직할 것을 제안했다. 또한 붉은 군대에 반대했던 부대(백위대 장교 부대, 마흐노주의자 마차, 브랑겔 "폭격기" 등)를 포함하여 내전의 전투 경험을 신중하게 연구할 것을 별도의 항목으로 제안했다. 또한 저자들은 러시아에서 군사 문제에 대한 외국 "마르크스주의" 저작물의 출판을 긴급히 조직할 것을 촉구했다.
내전 종식 후, 러시아는 다시 혁명 이전의 농업 인구 과잉 문제(맬서스-마르크스주의적 덫)에 직면했다. 니콜라이 2세 시대에는 인구 과잉으로 인해 평균 토지 분배량이 점차 감소했으며, 마을의 과잉 노동력은 도시 유출(연간 약 30만 명, 연간 평균 100만 명 증가)이나 스톨리핀 정부의 우랄 지역 이주민 정착 프로그램으로 흡수되지 못했다. 1920년대에는 인구 과잉이 도시 실업의 형태로 나타났다. 이는 신경제정책 기간 내내 심화되었던 심각한 사회 문제였으며, 정책 말기에는 200만 명 이상, 즉 도시 인구의 약 10%에 달했다. 정부는 도시 산업 발전을 저해하는 요인 중 하나가 식량 부족과 마을이 저렴한 가격에 도시에 빵을 공급하려 하지 않는 것이라고 믿었다.
당 지도부는 사회주의 개념에 따라 농업과 산업 간의 자원 계획적 재분배를 통해 이러한 문제들을 해결하고자 했다. 이는 전연방 공산당(볼셰비키) 제14차 대회와 1925년 제3차 전연방 소비에트 대회에서 발표되었다. 스탈린주의 역사학에서는 제14차 대회가 "산업화 대회"라고 불렸지만, 이는 소련을 농업 국가에서 산업 국가로 전환해야 할 필요성에 대한 일반적인 결정만을 내렸을 뿐, 산업화의 구체적인 형태와 속도를 결정하지는 않았다.
중앙 계획의 특정 구현 선택은 1926-1928년에 활발히 논의되었다. 유전적 접근 방식의 지지자들(블라디미르 바자로프, 블라디미르 그로만, 니콜라이 콘드라티예프)은 계획이 기존 경향 분석을 통해 식별된 경제 발전의 객관적 규칙성에 기반해야 한다고 믿었다. 목적론적 접근 방식의 지지자들(글렙 크르지자노프스키, 발레리안 쿠이비셰프, 스타니슬라프 스트루밀린)은 계획이 경제를 변화시키고 미래의 구조적 변화, 생산 기회 및 엄격한 규율에서 출발해야 한다고 믿었다. 당 관료들 사이에서는 사회주의로의 진화적 경로를 지지하는 니콜라이 부하린이 전자를 지지했고, 산업화의 가속화를 주장한 레프 트로츠키가 후자를 지지했다.
트로츠키는 1926년 4월 소련 공산당 중앙위원회 전체 회의에 국가 산업화 프로그램과 연간 계획을 5개년 계획으로 대체할 것을 제안하는 공동 보고서를 제출했다. 그의 제안은 트로이카가 통제하는 소련 공산당 중앙위원회 다수에 의해 거부되었고 당시 이오시프 스탈린에 의해 조롱당했다. 전력화 위원회 의장이자 야당 블록의 일원이었던 트로츠키는 또한 수력발전 드니프로스트로이 댐 건설을 포함하는 전력화 계획을 제시했다.
산업화의 첫 번째 이데올로그 중 한 명은 트로츠키와 가까운 경제학자인 예브게니 프레오브라젠스키로, 그는 1924~25년에 농촌 자금(프레오브라젠스키에 따르면 "초기 사회주의 축적")을 통해 강제적인 "초산업화" 개념을 개발했다. 이에 대해 부하린은 프레오브라젠스키와 그를 지지하는 "좌익 반대파"가 "농민에 대한 봉건적 군사적 착취"와 "내부 식민주의"를 강요하고 있다고 비난했다.
전연방 공산당(볼셰비키) 중앙위원회 서기장이었던 이오시프 스탈린은 처음에는 부하린의 관점을 지지했지만, 1927년 말 트로츠키가 당 중앙위원회에서 축출된 후 입장을 반대로 바꿨다. 이는 목적론 학파의 결정적인 승리와 신경제정책으로부터의 급진적인 전환으로 이어졌다. 연구원 바딤 로고빈은 스탈린의 "좌회전"의 원인이 1927년 곡물 수확 위기였다고 본다. 농민들, 특히 부유한 농민들은 국가가 정한 구매 가격이 낮다고 여겨 대규모로 빵 판매를 거부했다.
1927년의 국내 경제 위기는 대외 정책 상황의 급격한 악화와 얽혀 있었다. 1927년 2월 23일, 영국 외무장관은 소련에 중국의 국민당-공산당 정부 지원 중단을 요구하는 각서를 보냈다. 소련이 거부하자 영국은 5월 24-27일에 소련과의 외교 관계를 단절했다. 그러나 동시에 국민당과 중국 공산당의 동맹이 무너졌다. 4월 12일, 장제스와 그의 동맹들은 상하이 공산주의자들을 학살했다. 이 사건은 "연합 야당"(트로츠키-지노비예프 블록)에 의해 공식적인 스탈린주의 외교가 의도적인 실패였다고 비판하는 데 널리 사용되었다.
같은 시기에 베이징 주재 소련 대사관 습격(4월 6일)이 발생했다. 영국 경찰은 런던에 있는 소련-영국 합작 회사 아르코스(Arcos)를 수색했다(5월 12일). 1927년 6월, 러시아 전군인연맹 대표들은 소련에 대한 일련의 테러 공격을 감행했다. 특히 6월 7일, 백인 망명자 코베르다는 바르샤바 주재 소련 특사를 살해했고, 같은 날 민스크에서는 벨라루스 합동국가정치부(OGPU) 책임자인 이오시프 오판스키가 살해되었으며, 그 전날 러시아 전군인연맹 테러리스트는 모스크바의 합동국가정치부(OGPU)에 폭탄을 던졌다. 이 모든 사건들은 "군사적 정신병" 환경을 조성하고 새로운 외세 개입("볼셰비즘에 대한 십자군")에 대한 기대를 불러일으키는 데 기여했다.
1928년 1월까지, 농민들이 구매 가격이 낮다고 여겨 대규모로 곡물을 보관했기 때문에, 작년에 비해 3분의 2의 곡물만이 수확되었다. 시작된 도시와 군대에 대한 공급 차질은 대외 정책 상황의 악화로 더욱 심화되었고, 심지어 재무장 동원 시도에까지 이르렀다. 1927년 8월, 인구 사이에 공황이 시작되었고, 이는 미래를 위한 식량의 도매 구매로 이어졌다. 제15차 전연방 공산당(볼셰비키) 대회(1927년 12월)에서 미코얀은 국가가 "전쟁 없이 전쟁 전야의 어려움"을 겪었다고 인정했다.

## 제1차 5개년 계획
도입된 계획 경제의 주요 목표는 신경제정책에서 허용되었던 사유 산업을 거의 완전히 제거하면서 가능한 한 가장 빠른 속도로 국가의 경제적, 군사적 힘을 증강하는 것이었다. 초기 단계에서는 국영 산업화를 위한 최대한의 자원을 재분배하는 것으로 축소되었다. 1927년 12월, 전연방 공산당(볼셰비키) 제15차 대회에서 "소련의 제1차 5개년 국민 경제 개발 계획 초안 지시"가 채택되었으며, 이 지시에서 대회는 초산업화에 반대하여 성장률이 최대치가 되어서는 안 되며 실패가 발생하지 않도록 계획되어야 한다고 명시했다. 지시에 따라 개발된 제1차 5개년 계획(1928년 10월 1일 ~ 1933년 10월 1일) 초안은 1929년 4월 제16차 전연방 공산당(볼셰비키) 회의에서 신중하게 고려되고 현실적인 과제의 복합체로 승인되었다. 이 계획은 실제로는 이전 프로젝트보다 훨씬 더 강렬하며, 1929년 5월 제5차 소련 소비에트 대회에서 승인된 직후 국가가 여러 경제, 정치, 조직 및 이념적 조치를 수행할 근거를 제공하여 산업화를 개념의 지위, 즉 "대 전환" 시대에까지 끌어올렸다. 국가는 새로운 산업 건설을 확대하고 모든 유형의 제품 생산을 늘리며 새로운 장비를 생산하기 시작해야 했다.
우리는 선진국보다 50~100년 뒤처져 있다. 우리는 10년 안에 이 거리를 만회해야 한다. 우리가 해내든가, 아니면 그들이 우리를 짓밟을 것이다.— 이오시프 스탈린

역사가 실라 피츠패트릭에 따르면, 학계의 공통된 의견은 스탈린이 산업화와 집단화와 같은 문제에서 좌익 반대파의 입장을 차용했다는 것이다.

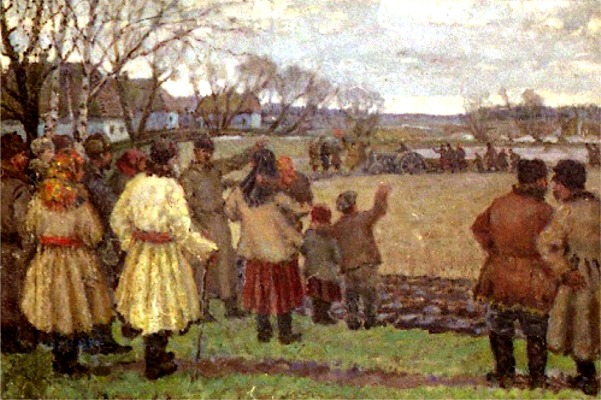
블라디미르 크리하츠키. "첫 트랙터"

먼저 당 지도부는 선전을 이용하여 산업화 지지를 위해 인구를 동원했다. 특히 콤소몰 단원들은 열정적으로 참여했다. 값싼 노동력은 부족하지 않았다. 집단화 이후 빈곤, 기아, 당국의 자의적인 통치로 인해 수많은 어제날의 농촌 주민들이 농촌 지역에서 도시로 이주했기 때문이었다. 수백만 명의 사람들이 헌신적으로, 거의 손으로 공장, 발전소 수백 개를 건설하고 철도와 지하철을 놓았다. 종종 3교대로 일해야 했다. 1930년에는 약 1,500개의 시설이 가동되었으며, 이 중 50개 시설이 전체 투자의 거의 절반을 흡수했다. 외국 전문가의 도움을 받아 드니프로 수력발전소, 마그니토고르스크 제철소, 리페츠크, 첼랴빈스크, 노보쿠즈네츠크, 노릴스크, 우랄마시의 야금 공장, 스탈린그라드, 첼랴빈스크, 하르키우의 트랙터 공장, 우랄바곤자보드, GAZ, ZIS(현대 ZiL) 등 여러 거대 산업 건물이 건설되었다. 1935년에는 총 길이 11.2 km (7 mi)에 달하는 모스크바 지하철의 첫 번째 노선이 개통되었다.

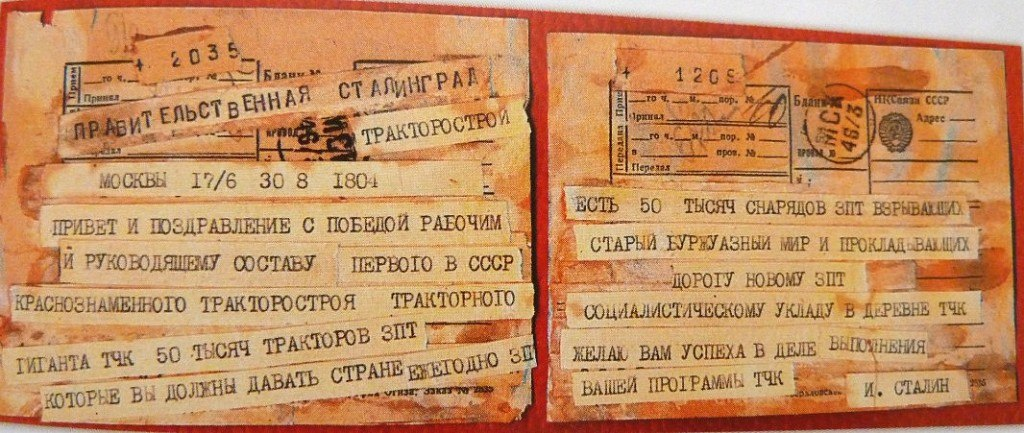
스탈린그라드 트랙터 공장 개장에 대한 스탈린의 축하 메시지

사유 농업의 파괴와 국영 대규모 농장으로의 대체에 주의를 기울였다. 국내 트랙터 건설의 출현으로 1932년에 소련은 외국으로부터 트랙터 수입을 거부했고, 1934년에는 레닌그라드의 키로프 공장에서 국외로 수출된 최초의 국내 트랙터인 경운 트랙터 "유니버설"을 생산하기 시작했다. 전쟁 전 10년간 약 70만 대의 트랙터가 생산되었는데, 이는 세계 생산량의 40%를 차지했다.
자체 엔지니어링 기반을 구축하기 위해 국내 고등 기술 교육 시스템이 긴급히 만들어졌다. 1930년에는 소련에서 보편적인 초등 교육이 도입되었고, 도시에서는 7년 의무 교육이 시행되었다.
1930년 전연방 공산당(볼셰비키) 제16차 대회에서 연설한 스탈린은 "일국사회주의"를 건설할 때만이 산업적 돌파가 가능하다고 인정하며, 5개년 계획 목표를 여러 배 늘려 초과 달성해야 한다고 주장했다.
노동 동기를 높이기 위해 임금이 성과와 더욱 긴밀하게 연동되었다. 과학적 관리법 원리의 개발 및 구현을 위한 센터들이 적극적으로 발전했다. 이러한 종류의 가장 큰 센터 중 하나인 중앙 노동 연구소는 전국 각지에 중앙 노동 연구소의 가장 유능한 강사 2,000명을 포함하여 약 1,700개의 훈련소를 설립했다. 이들은 공학, 야금, 건설, 경공업 및 임업, 철도 및 자동차, 농업, 심지어 해군 등 모든 주요 국민 경제 부문에서 운영되었다.
1933년, 전연방 공산당(볼셰비키) 중앙위원회 및 중앙통제위원회 공동 전체회의에서 스탈린은 자신의 보고에서 제1차 5개년 계획 결과에 따르면 소비재가 필요한 것보다 적게 생산되었지만, 산업화를 후순위로 미루는 정책은 "우리가 트랙터와 자동차 산업, 철금속 산업, 기계 생산을 위한 금속을 가지지 못했을 것"을 의미했을 것이라고 말했다. "국가는 빵 없이 지냈을 것이다. 국내 자본주의 요소들은 자본주의 복구의 가능성을 엄청나게 증가시켰을 것이다. 우리의 입장은 당시 자체적인 중공업과 군사 산업을 가지지 못했고 침략의 대상이 되었던 중국과 유사해졌을 것이다. 우리는 다른 나라들과의 불가침 조약이 아니라 군사 개입과 전쟁을 겪었을 것이다. 위험하고 치명적인 전쟁, 피비린내 나는 불평등한 전쟁, 왜냐하면 이 전쟁에서 우리는 거의 비무장 상태로 적들 앞에 서 있었을 것이고, 모든 현대적인 공격 수단을 마음대로 쓸 수 없었을 것이기 때문이다."
중공업에 대한 자본 투자가 이전에 계획된 금액을 거의 즉시 초과하고 계속 증가했기 때문에 통화 발행이 급격히 증가했고(즉, 화폐 인쇄), 전체 제1차 5개년 기간 동안 유통되는 통화량 증가율이 소비재 생산량의 두 배 이상이 되어 물가 상승과 소비재 부족을 초래했다.
1935년, 알렉세이 스타하노프 광부의 이름을 딴 "스타하노프 운동"이 나타났는데, 당시 공식 정보에 따르면 그는 1935년 8월 30일 밤 교대근무에서 14.5배의 생산량을 달성했다.
금 채굴을 위한 외국 조차지가 국유화된 후 소련에 대해 "금 보이콧"이 선언되었기 때문에, 산업화 자금을 조달하는 데 필요한 외화를 얻기 위해 에르미타시 컬렉션의 그림을 판매하는 등의 방법이 사용되었다.
동시에 국가는 생산 수단과 소비재의 중앙 집중식 분배로 전환하고, 명령-행정 관리 방식을 도입하고 사유 재산을 국유화했다. 전연방 공산당(볼셰비키)의 선도적 역할, 생산 수단의 국가 소유 및 최소한의 사적 이니셔티브에 기반한 정치 시스템이 등장했다. 또한 굴라크 수감자, 특수 정착민 및 후방 민병대에 의한 강제 노동이 널리 사용되기 시작했다.
제1차 5개년 계획은 급속한 도시화와 관련이 있었다. 도시 노동력은 1,250만 명 증가했으며, 이 중 850만 명은 농촌 지역 출신 이주민이었다. 그러나 소련은 1960년대 초에야 도시 인구 비율이 50%에 도달했다.

## 외국의 영향과 전문가
볼셰비키의 산업화에 대한 시각은 부분적으로 제1차 세계 대전 동원 노력과 서유럽의 전시 경제에 대한 그들의 시각의 영향을 받았다.(p. 9) 따라잡기 노력의 일환으로 소련은 선진 산업 강국, 특히 미국과 독일로부터 기술을 수입했다.(p. 9) 제1차 5개년 계획 기간 동안 소련은 소련 공장 건설을 돕기 위해 서방 전문가의 자문을 구했다.(p. 39)
포드 모터스는 니즈니노브고로드의 자동차 생산 단지 개발에 참여했으며, 이는 디트로이트의 포드 리버 루즈 단지에서 영향을 받았다.(p. 39)
1930년 2월, 암토르그와 미국 건축가 앨버트 칸의 회사인 앨버트 칸 주식회사(Albert Kahn, Inc.) 사이에 계약이 체결되었는데, 이에 따라 칸의 회사는 산업 건설에 대한 소련 정부의 수석 컨설턴트가 되었으며, 20억 달러(현대 가격으로 약 2,500억 달러) 상당의 산업 기업 건설 주문을 받았다. 이 회사는 소련에 500개 이상의 산업 시설 건설을 제공했다.
미국 수력발전 기술자 휴 쿠퍼는 드니프로 수력발전소 건설의 수석 컨설턴트가 되었으며, 이 발전소의 수력 터빈은 제너럴 일렉트릭과 뉴포트 뉴스 조선소에서 구매되었다.
마그니토고르스크 제철소는 미국 회사 아서 G. 맥키 앤 코(Arthur G. McKee and Co.)가 설계했으며, 이 회사는 건설도 감독했다.(p. 39) 이 제철소와 산업화 시기의 다른 모든 제철소의 표준 용광로는 시카고에 기반을 둔 프라인 엔지니어링 Co.에서 개발했다.

## 결과
| 제품                 | 1928년 | 1932년 | 1937년 | 1928년부터 1932년까지 (%) 제1차 5개년 계획 | 1928년부터 1937년까지 (%) 제1차 및 제2차 5개년 계획 |
| -------------------- | ------ | ------ | ------ | ------------------------------------------ | --------------------------------------------------- |
| 무쇠, 백만 톤        | 3.3    | 6.2    | 14.5   | 188                                        | 439                                                 |
| 강철, 백만 톤        | 4.3    | 5.9    | 17.7   | 137                                        | 412                                                 |
| 압연 철금속, 백만 톤 | 3.4    | 4.4    | 13     | 129                                        | 382                                                 |
| 석탄, 백만 톤        | 35.5   | 64.4   | 128    | 181                                        | 361                                                 |
| 석유, 백만 톤        | 11.6   | 21.4   | 28.5   | 184                                        | 246                                                 |
| 전기, 10억 kWh       | 5.0    | 13.5   | 36.2   | 270                                        | 724                                                 |
| 종이, 천 톤          | 284    | 471    | 832    | 166                                        | 293                                                 |
| 시멘트, 백만 톤      | 1.8    | 3.5    | 5.5    | 194                                        | 306                                                 |
| 설탕, 천 톤          | 1,283  | 1,828  | 2,421  | 142                                        | 189                                                 |
| 금속 절삭기, 천 대   | 2.0    | 19.7   | 48.5   | 985                                        | 2,425                                               |
| 자동차, 천 대        | 0.8    | 23.9   | 200    | 2,988                                      | 25,000                                              |
| 가죽 신발, 백만 켤레 | 58.0   | 86.9   | 183    | 150                                        | 316                                                 |

1932년 말, 4년 3개월 만에 제1차 5개년 계획의 성공적인 조기 달성이 발표되었다. 그 결과를 요약하면서 스탈린은 중공업이 계획을 108% 달성했다고 발표했다. 1928년 10월 1일부터 1933년 1월 1일 사이에 중공업의 생산 고정 자산은 2.7배 증가했다.
1934년 1월 제17차 전연방 공산당(볼셰비키) 대회 보고에서 스탈린은 "이는 우리나라가 견고하고 최종적으로 산업 국가가 되었음을 의미한다"는 말과 함께 다음 수치를 인용했다.
|                    | 1913년 | 1929년 | 1930년 | 1931년 | 1932년 | 1933년 (%) |
| ------------------ | ------ | ------ | ------ | ------ | ------ | ---------- |
| 산업 (소규모 제외) | 42.1   | 54.5   | 61.6   | 66.7   | 70.7   | 70.4       |
| 농업               | 57.9   | 45.5   | 38.4   | 33.3   | 29.3   | 29.6       |

제1차 5개년 계획에 이어 산업화에 대한 강조를 다소 줄인 제2차 5개년 계획이 뒤따랐고, 그 다음에는 제2차 세계 대전 발발로 좌절된 제3차 5개년 계획이 이어졌다.
제1차 5개년 계획의 결과는 중공업의 발전이었고, 그 덕분에 비탈리 멜랸체프(Vitaly Melyantsev)에 따르면 1928년에서 1940년 사이 국내총생산 증가는 연간 약 4.6%였다(다른 초기 추정치로는 3%에서 6.3%). 1928년에서 1937년 사이 산업 생산량은 2.5~3.5배 증가하여 연간 10.5~16%에 달했다. 특히 1928년에서 1937년 사이 기계 생산량은 연평균 27.4% 증가했다. 1930년부터 1940년까지 소련의 고등 및 중등 기술 교육 기관 수는 4배 증가하여 150개를 넘어섰다.
1941년까지 약 9,000개의 새로운 공장이 건설되었다. 제2차 5개년 계획이 끝날 무렵 소련은 산업 생산량에서 세계 2위를 차지했으며, 미국에 이어 두 번째였다. 수입이 급격히 감소했는데, 이는 국가가 경제적 독립을 얻은 것으로 간주되었다. 공개적인 실업은 사라졌다. 고용률(정규직 기준)은 1928년 인구의 3분의 1에서 1940년 45%로 증가했으며, 이는 국민 총소득 증가의 약 절반을 차지했다. 1928년부터 1937년까지 대학과 칼리지는 약 2백만 명의 전문가를 양성했다. 많은 신기술이 습득되었다. 그리하여 제1차 5개년 계획 기간에만 합성고무, 오토바이, 시계, 카메라, 굴착기, 고품질 시멘트 및 고품질 강철 생산이 조정되었다. 또한 소련 과학의 토대가 마련되었으며, 이는 특정 분야에서 결국 세계를 선도하게 되었다. 확립된 산업 기반을 바탕으로 대규모 군대 재무장이 가능해졌다. 제1차 5개년 계획 기간 동안 국방비 지출은 예산의 10.8%로 증가했다.
산업화가 시작되면서 소비 자금, 그리고 그 결과 인구의 생활 수준이 급격히 감소했다. 1929년 말에는 배급표 제도가 거의 모든 식료품으로 확대되었지만, 여전히 배급이 부족했고, 이를 구매하기 위해 긴 줄이 늘어섰다. 이후 생활 수준은 개선되기 시작했다. 1936년에는 카드가 취소되었는데, 이는 산업 부문의 임금 인상과 모든 상품에 대한 국가 배급 가격의 더욱 큰 인상과 함께 이루어졌다. 1938년의 1인당 평균 소비 수준은 1928년보다 22% 높았다. 그러나 가장 큰 성장은 당과 노동 엘리트들 사이에서 이루어졌으며, 농촌 인구의 압도적인 다수, 즉 국가 인구의 절반 이상에게는 전혀 미치지 못했다.
| 제품                  | 1913년 | 1940년 | 1940년 대 1913년 (%) |
| --------------------- | ------ | ------ | -------------------- |
| 전력 생산량, 10억 kWh | 2.0    | 48.3   | 2,400                |
| 강철, 백만 톤         | 4.2    | 18.3   | 435                  |

산업화의 종결 시점은 역사가마다 다르게 정의된다. 기록적인 시간 안에 중공업을 발전시키려는 개념적 열망의 관점에서 보면, 제1차 5개년 계획이 가장 두드러진 시기였다. 가장 흔히 산업화의 종결은 전쟁 전 마지막 해(1940년)로 이해되며, 스탈린 사망 전 해(1952년)로 보는 경우는 더 드물다. 만약 산업화를 산업화된 국가의 특징인 국내총생산에서 산업이 차지하는 비중을 목표로 하는 과정으로 이해한다면, 소련 경제는 1960년대에야 그러한 상태에 도달했다. 또한 1960년대 초에야 도시 인구가 농촌 인구를 초과했으므로 산업화의 사회적 측면도 고려해야 한다.
소련의 경제학자이자 레닌그라드 대학교 당 위원회 비서였던 니콜라이 콜레소프 드미트리예비치(Nikolai Kolesov Dmitrievich)는 산업화 정책의 실행 없이는 국가의 정치적, 경제적 독립이 보장되지 않았을 것이라고 믿는다. 산업화를 위한 자금의 출처와 그 속도는 경제적 후진성과 이를 청산할 수 있는 너무나 짧은 기간에 의해 미리 결정되었다. 콜레소프에 따르면, 소련은 불과 13년 만에 후진성을 극복하는 데 성공했다.

### 다른 곳에 대한 영향
소련의 빠른 추격 산업화 속도는 일본 정책 입안자들의 산업화 관점에 영향을 미쳤다.(p. 9) 일본 괴뢰국 만주국의 경제 계획은 일본이 소련의 접근 방식을 관찰한 영향을 받았으며, 만주국의 중공업 5개년 계획에 반영되었다.(p. 9) 만주국의 산업 발전은 중일 전쟁 시작 이후 일본의 경제 동원에 더욱 영향을 미쳤다.(p. 9)

## 비판
소비에트 시대 동안 공산주의자들은 산업화의 기초가 합리적이고 달성 가능한 계획이었다고 주장했다. 한편, 제1차 5개년 계획은 1928년 말에 발효될 예정이었지만, 1929년 4월-5월에 발표될 때까지도 그 작성 작업은 완료되지 않았다. 초기 계획 형태는 50개 산업과 농업의 목표뿐만 아니라 자원과 기회 간의 관계를 포함했다. 시간이 지남에 따라 미리 정해진 지표 달성이 주요 역할을 하기 시작했다. 원래 산업 생산 성장률은 18-20%로 설정되었지만, 연말에는 두 배로 늘어났다. 서방 및 러시아 연구자들은 제1차 5개년 계획의 성공적인 실행 보고에도 불구하고 통계가 위조되었고, 어떤 목표도 근접하게 달성되지 못했다고 주장한다. 더욱이 농업 및 농업에 의존하는 산업에서는 급격한 하락이 있었다. 당 명칭의 일부는 이에 대해 극도로 분노했으며, 예를 들어 세르게이 시르초프는 성과 보고서를 "사기"라고 묘사했다.
반대로, 보리스 브루츠쿠스에 따르면, 이는 빈약하게 계획되었고, 이는 일련의 발표된 "파열"(1929년 4월-5월, 1930년 1월-2월, 1931년 6월)에서 드러났다. 거대하고 철저히 정치화된 시스템이 등장했는데, 그 특징은 경제적 "거인증", 만성적인 상품 부족, 조직 문제, 낭비, 그리고 손실을 내는 기업들이었다. 목표(즉, 계획)가 그 구현 수단을 결정하기 시작했다. 다른 역사가들(로버트 콘퀘스트, 리처드 파이프스 등)의 조사에 따르면, 시간이 지남에 따라 물질적 지원과 인프라 개발을 소홀히 한 것이 상당한 경제적 손실을 초래하기 시작했다. 비평가들은 산업화 노력 중 일부는 처음부터 빈약하게 계획되었다고 본다. 자크 로시는 백해-발트해 운하가 불필요했다고 주장한다. 동시에 소련 통계에 따르면 이미 1933년에 114만 3천 톤의 화물과 2만 7천 명의 승객이 운하를 통해 운송되었고, 1940년에는 약 100만 톤, 1985년에는 730만 톤의 화물이 운송되었다. 그러나 운하 건설의 믿을 수 없을 정도로 잔인한 조건으로 인해 최대 2만 5천 명의 건강한 소련 시민이 사망했다. 이는 소련이 그들의 노동력을 잃었을 뿐만 아니라 8년 후 나치 독일 침략에 맞서 군 복무를 위한 인력 풀을 감소시켰다.
생산량의 발전에도 불구하고 산업화는 주로 확장적인 방식으로 진행되었다. 즉, 경제성장은 고정 자본의 총 자본 형성률 증가, 저축률(소비율 하락으로 인한), 고용률, 그리고 천연 자원의 착취를 통해 보장되었다. 영국 과학자 돈 필쳐(Don Filzer)는 이것이 집단화와 농촌 인구의 생활 수준 급격한 하락의 결과로 인간 노동력이 크게 저평가되었기 때문이라고 믿는다. 바딤 로고빈은 계획을 달성하려는 열망이 과도한 부담 상황과 지나친 과제 불이행을 정당화할 이유를 끊임없이 찾는 상황으로 이어졌다고 지적한다. 이로 인해 산업화는 오로지 열정에만 의존할 수 없었고 일련의 강제 조치를 필요로 했다. 1930년 10월부터 노동력의 자유로운 이동이 금지되었고 노동 규율 위반 및 과실에 대한 형사 처벌이 부과되었다. 1931년부터는 노동자들이 장비 손상에 대해 책임을 지게 되었다. 1932년에는 기업 간 노동력 강제 이동이 가능해졌고 국가 재산 절도에 대한 사형이 도입되었다. 1932년 12월 27일, 레닌이 한때 "차르 시대의 후진성과 폭정"이라고 비난했던 내부 여권이 부활했다. 7일 주간은 완전한 근무 주간으로 대체되었고, 요일 이름 없이 1부터 5까지 번호가 매겨져 공장이 끊임없이 작동할 수 있도록 6일마다 근무조의 휴무일이 있었다. 죄수 노동이 적극적으로 사용되었다(굴라크 참조). 사실, 제1차 5개년 계획 동안 공산주의자들은 소련 인구에 대한 강제 노동의 토대를 마련했다. 이 모든 것은 민주 국가에서 날카로운 비판의 대상이 되었고, 자유주의자뿐만 아니라 사회민주주의자들도 비판했다.
노동자들의 불만은 때때로 파업으로 이어졌다. 스탈린 공장, 보로실로프 공장, 우크라이나의 쇼스텐 공장, 니즈니노브고로드 근처의 크라스노예 소르모보 공장, 모스크바의 마시노오트레스트의 세르프 이 몰로트 공장, 첼랴빈스크 트랙터스트로이 및 기타 기업에서 일어났다.
산업화는 또한 농업의 집단화를 수반했다. 먼저 농업은 낮은 곡물 매입 가격과 그에 따른 높은 가격의 수출, 그리고 소위 "공산품에 대한 과다 지불 형태의 초과 세금"으로 인해 일차적 축적의 원천이 되었다. 이후 농민들은 또한 노동력을 통해 중공업 성장을 보장했다. 이 집단화 정책의 단기적인 결과는 농업 생산의 일시적인 감소였다. 이로 인한 결과는 농민들의 경제 상황 악화와 1932년~1933년 소련 대기근이었다. 농촌의 손실을 보상하기 위해 추가 비용이 필요했다. 1932년~1936년, 집단농장은 토지 경작 기계화를 위해서뿐만 아니라 1929년~1933년 동안 말의 수가 51%(7,700만 마리) 감소한 피해를 보상하기 위해 국가로부터 약 50만 대의 트랙터를 받았다. 농업 노동의 기계화와 개별 토지 구획의 통합은 노동 생산성의 상당한 증가를 보장했다.
트로츠키와 해외 비평가들은 노동 생산성을 높이려는 노력에도 불구하고 실제로는 평균 노동 생산성이 떨어졌다고 주장했다. 이는 여러 현대 출판물에서 언급되며, 이에 따르면 1929년~1932년 기간 동안 산업 노동 시간당 부가가치는 60% 감소하여 1952년에야 1929년 수준으로 돌아왔다. 이는 경제에서 만성적인 상품 부족, 집단화, 대규모 기아, 농촌에서 숙련되지 않은 노동력의 대량 유입, 그리고 기업의 노동력 자원 증가로 설명된다. 동시에 산업화 첫 10년간 노동자 1인당 특정 국민 총소득은 30% 증가했다.
트로츠키는 또한 중공업에 대한 우선적 집중과 함께 소비 기반 미발달 등 1930년대 스탈린주의 계획의 특징이 된 불균형과 불균형은 피할 수 있는 여러 문제 때문이라고 주장했다. 그는 산업 추진이 좌익 반대파가 원래 구상했던 제안보다 몇 년 늦게, 그리고 덜 합리적인 방식으로 더 가혹한 상황에서 시행되었다고 주장했다. 비교적으로 트로츠키는 사회주의 부문이 점차 민간 산업을 대체할 때까지 계획 경제와 신경제정책이 혼합된 틀 내에서 발전해야 한다고 믿었다.
스타하노프주의자들의 기록에 대해서는 여러 역사가들이 그들의 방법이 프레더릭 테일러와 헨리 포드가 이전에 대중화했던 생산성 향상을 위한 연속적인 방법이었다고 지적하며, 레닌은 이를 "땀내나는 작업장 시스템"이라고 불렀다. 또한, 기록들은 대부분 연출되었고 그들의 조수들의 노력의 결과였으며, 실제로는 제품 품질을 희생하면서 양을 추구하는 것으로 변질되었다. 임금이 생산성에 비례했기 때문에 스타하노프주의자들의 임금은 산업 평균 임금보다 몇 배나 높았다. 이는 스타하노프주의자들에 대한 "후진" 노동자들의 적대적인 태도를 유발했는데, 그들은 스타하노프주의자들의 기록이 기준을 높이고 가격을 낮춘다고 비난했다. 신문들은 스타하노프 운동에 대한 장인, 상점 관리자, 노동 조합 조직의 "전례 없는 노골적인 사보타주"에 대해 이야기했다.
전연방 공산당(볼셰비키) 제15차 대회에서 트로츠키, 카메네프, 지노비예프가 당에서 축출된 것은 당내 탄압의 물결을 일으켰으며 이는 기술 지식인과 외국 기술 전문가에게까지 확산되었다. 1928년 7월 전연방 공산당(볼셰비키) 중앙위원회 전체 회의에서 스탈린은 "우리가 전진할수록 자본주의 요소들의 저항이 커지고 계급 투쟁이 격화될 것"이라는 논지를 내세웠다. 같은 해 사보타주에 대한 캠페인이 시작되었다. "해충"은 계획 목표 달성 실패의 원인으로 지목되었다. "해충" 사건의 첫 번째 세간의 이목을 끈 재판은 샤흐티 재판이었고, 이후 회사가 계획을 준수하지 못하면 사보타주 혐의가 뒤따를 수 있었다.
강제 산업화의 주요 목표 중 하나는 선진 자본주의 국가들과의 격차를 해소하는 것이었다. 일부 비평가들은 이 격차가 그 자체로 주로 10월 혁명의 결과였다고 주장한다. 그들은 1913년에 러시아가 세계 산업 생산에서 5위를 차지했으며, 1888년에서 1913년 기간 동안 연간 6.1%의 지표로 산업 성장 분야에서 세계 선두였다는 사실에 주목한다. 그러나 1920년까지 생산 수준은 1916년에 비해 9분의 1로 떨어졌다.
소련의 선전은 경제 성장이 전례 없는 것이었다고 주장했다. 반면, 여러 현대 연구에서는 소련의 국내총생산 성장률(위에 언급된 3~6.3%)이 1930~38년 독일(4.4%)과 일본(6.3%)의 유사한 수치와 비교할 만했지만, 당시 대공황을 겪고 있던 영국, 프랑스, 미국과 같은 국가들보다는 훨씬 뛰어났다는 것이 입증되었다.
이 시기의 소련은 권위주의와 경제의 중앙 계획이 특징이었다. 언뜻 보기에 이는 소련의 높은 산업 생산량 증가율이 권위주의 체제와 계획 경제 덕분이라는 일반적인 믿음에 힘을 실어준다. 그러나 여러 경제학자들은 소련 경제 성장이 단지 그 광범위한 성격 덕분에 달성되었다고 믿는다. 반사실적 역사 연구, 즉 소위 "가상 시나리오"의 일환으로, 신경제정책이 유지되었더라면 산업화와 급속한 경제 성장 또한 가능했을 것이라는 제안이 있었다.
산업화 기간 동안 소련의 평균 인구 증가율은 연간 1%였으며, 이는 영국(0.36%), 미국(0.6%), 프랑스(0.11%)보다 높았다.

## 산업화와 대조국 전쟁
산업화의 주요 목표 중 하나는 소련의 군사 잠재력을 구축하는 것이었다. 1932년 1월 1일 현재 붉은 군대에 1,446대의 전차와 213대의 장갑차가 있었는데, 1934년 1월 1일 현재는 7,574대의 전차와 326대의 장갑차가 있었다. 이는 영국, 프랑스, 나치 독일 군대를 합친 것보다 많은 수였다.
산업화와 "대조국 전쟁"에서 소련의 승리 사이의 관계는 논쟁의 여지가 있다. 소련 시대에는 산업화와 전쟁 전 재무장이 승리에 결정적인 역할을 했다는 견해가 받아들여졌다. 그러나 전쟁 직전 서부 국경에서 소련 기술이 독일 기술보다 우위에 있었음에도 불구하고 적군을 막을 수는 없었다.
역사가 콘스탄틴 니키텐코(Konstantin Nikitenko)에 따르면, 구축된 지휘-행정 체제는 국가의 방위 능력에 대한 산업화의 경제적 기여를 무효화했다. 비탈리 렐추크(Vitaly Lelchuk) 또한 1941년 겨울 초까지 소련 인구의 42%가 거주하고, 석탄의 63%, 무쇠의 68% 등이 생산되던 영토가 점령되었다는 사실에 주목한다. 렐추크는 "승리는 가속화된 산업화 기간 동안 창조된 강력한 잠재력의 도움 없이 이루어져야 했다"고 언급한다. 노보크라마토르스크와 마키이우카 야금 공장, 드니프로 수력발전소 등 산업화 기간 동안 건설된 거대 산업 시설의 물질적 기술 기반은 침략자들의 손에 넘어갔다.
그러나 소련의 관점을 지지하는 사람들은 산업화가 우랄과 시베리아에 가장 큰 영향을 미쳤고, 혁명 이전 산업은 점령 지역에 있었다고 반박한다. 그들은 또한 우랄, 볼가 지역, 시베리아, 중앙아시아 지역으로 산업 설비를 대피시킨 준비가 중요한 역할을 했다고 지적한다. 전쟁 첫 3개월 동안에만 1,360개의 대규모(대부분 군사) 기업이 이전되었다.

## 문학과 예술 속 산업화
시

소련 공장에서

- 블라디미르 마야콥스키. 흐레노프의 쿠즈네츠크스트로이와 쿠즈네츠크 사람들에 대한 이야기 (1929)

산문
- 안드레이 플라토노프. 기초 갱 (1930)
- 알렉산드르 말리시킨. 아웃백 사람들 (1938)

조각
- 베라 무히나. 노동자와 여성 콜호스 대원 (모스크바, 1937)
- 알렉세이 젤렌스키와 바실리 보훈. 야금 노동자 (마그니토고르스크, 1958)

영화
- 이반. 감독 알렉산드르 도브젠코 (1932)
- 밝은 길. 감독 그리고리 알렉산드로프 (1940)
- 시간아, 앞으로!. 감독 미하일 슈바이처 (1965)
- 대리석 인간. 감독 안제이 바이다 (1977) – 이 영화는 1950년대 폴란드에 대한 영화이지만, 소련의 스타하노프주의 운동과 병행하는 부분이 있다.

## 같이 보기
- 소련 국가계획위원회
- 소련의 경제
- 소련의 기업
- 러시아 제국의 산업화
- 좌익 반대파
- 원시 사회주의 축적
- 가격 가위 효과